# Catarhoe tangens
Catarhoe tangens là một loài bướm đêm trong họ Geometridae.